# びっくり!パワーシャベル
『びっくり!パワーシャベル』は、2000年4月から2003年9月26日まで九州朝日放送ラジオ（KBCラジオ）で放送されていたワイド番組である。

## 概要
放送時間は、2002年3月までは毎週月曜 - 金曜 9:00 - 11:30、同年4月からは毎週月曜 - 金曜 9:00 - 12:00 （いずれも日本標準時）。パーソナリティは、2000年4月から2003年3月までは和田安生と宮本けいすけが、2003年4月から同年9月の番組終了までは宮本けいすけと加藤恭子が務めていた（いずれもKBCアナウンサー）。
番組独自取材による情報提供にこだわり、連日「ひまわり号」というラジオカーを使っての生中継を行っていた。3時間まるまる商店街やビール工房からの生中継企画を行ったこともある。ジョーズ荒木こと荒木美穂が担当する「買い物JAWSが行く!」のコーナーや、スター高橋こと高橋徹郎が中継先からでたらめなクイズを出題する「クイズ!スター参上!!」のコーナーもあり、それらも全て生で行われていた。クイズの解答応募時間は15分だったのにもかかわらず、リスナーからは1000通を超えるレスポンスがあった。
2001年には、和田と宮本が福岡ダイエーホークス（現・福岡ソフトバンクホークス）戦の始球式に参加。2人で福岡ドーム（現・福岡PayPayドーム）のマウンドに立ち、観客の前で挨拶をした。その模様を中心に構成した回は、同年の日本民間放送連盟賞 九州・沖縄地区ラジオ生ワイド番組部門で最優秀賞を受賞した。
2023年1月1日に新春特別番組「びっくり！パワーシャベル2023」と題し、和田安生のKBC卒業記念（会社員としての定年退職）という名目で9:00から12:00までの3時間に渡り復活放送される事が2022年12月1日に発表された。メインパーソナリティは和田と宮本が担当。また、前述のコーナーも合わせて復活した。

## 内包番組
- 純喫茶・谷村新司（文化放送製作）
- テレフォン人生相談（ニッポン放送製作）
- 久光製薬 リラックスタイム（企画ネット番組、「忘れられないラブソング」のタイトルで放送）

## スタッフ
- プロデューサー・ディレクター：松清一平
- ディレクター：原田英幸（サンケン）、木村誠一（KBC音楽事業社）、河村美帆（KBCメディア）